# Chalukya orientals
Rls Chalukya Orientals, també coneguts com els Chalukya de Vengi, foren una dinastia que va regir part de l'Índia del sud entre els segles VII i XII. Van començar com a governadors dels Chalukya de Vatapi al Dècan. Subsegüentment, esdevingueren un poder sobirà, i governaren la regió de Vengi al modern estat d'Andhra Pradesh fins vers el 1130. Van continuar governant la regió com a feudataris dels Coles fins al 1189. El seu regne finalment va caure davant els Hoysales i el Yadaves.
Al principi, la capital dels Chalukya Orientals va estar situada a la ciutat de Vengi (moderna Pedavegi, prop d'Eluru). Més tard fou traslladada a Rajamahendravaram (moderna Rajahmundry). Durant tota la seva història els Chalukya Orientals foren la causa de moltes guerres entre els poderosos Coles i els Chalukya Occidentals sobre el control de l'estratègic país de Vengi. Els cinc segles de govern dels Chalukya orientals en aquesta regió va permetre la consolidació d'aquesta regió com una entitat unificada, però també va veure l'eclosió de la cultura, literatura, poesia i art telugu durant la segona meitat del seu govern.

## Origen
El Chalukya de Vengi deriven dels Txalukies de Vatapi. El governant de Vatapi (Badami) Pulakeshin II (608–644) va conquerir la regió de Vengi al Dècan oriental, després de derrotar els romanents de la dinastia Vishnukundina. Va nomenar al seu germà Kubja Vishnuvardhana com a governador d'aquest territori novament adquirit el 624. El virrei Vishnuvardhana subsegüentment va desenvolupar un regne independent, possiblement després que Pulakeshin va morir lluitant contra els Pal·laves a la batalla de Vatapi.
Del segle xi en endavant la dinastia va començar a reclamar llegendaris orígens de dinastia lunar. Segons aquesta llegenda, la dinastia descendida de la Lluna, via Buda, Pururava, els Pandaves, Satanika i Udayana. 59 descendents de Udayana, de nom desconegut, van governar a Ayodhya. El seu descendent Vijayaditya va morir en una batalla amb el pal·lava Trilochana, durant una expedició a Dakshinapatha (Dècan). La seva vídua embarassada va ser acollida com a refugiada per Vishnubhatta Somayaji de Mudivemu (modern Jammalamadugu). Va anomenar al seu fill com Vishnuvardhana en honor del seu benefactor. Quan el noi va créixer esdevingué el governant de Dakshinapatha per la gràcia de la deessa Nanda Bhagavati.

## Història
Entre 641 i 705 els reis, excepte Jayasimha I i Mangi Yuvaraja, governat per períodes molt curts. Llavors va seguir un període del malestar caracteritzat per feus familiars i governants dèbils. Mentrestant, els Rashtrakutes de Malkhed van expulsar els Chalukya Occidentals de Badami (Vatapi). Els dèbils governants de Vengi van haver d'enfrontar els Rashtrakutes, que van saquejar el seu regne més d'una vegada. No hi va haver cap governant Chalukya Oriental que els pogués aturar fins que Gunaga Vijayaditya III va pujar al poder el 848. El llavors governant rashtrakuta, Amoghavarsha, el va tractar com el seu aliat i després de la mort d'Amoghavarsha, Vijayaditya es va proclamar independent.

## Administració
Al començament la cort dels Chalukya Orientals era essencialment una república de Badami (Vatapi); després d'unes generacions, els factors locals van adquirir força i la monarquia de Vengi va desenvolupar característiques pròpies. Les influències externes van continuar presents, ja que els Chalukya Orientals van tenir un llarg i proper contacte, a vegades amistós i altres vegades hostil, amb els Pal·laves, els Rashtrakutes, els Coles i els Chalukya de Kalyani 

### Tipus de Govern
Els Chalukya Orientals eren una monarquia basada en la filosofia hindú. Les inscripcions refereixen els tradicional set components de l'estat (Saptanga), i el divuit Tirthes (Oficines), com: 
- Mantri (Ministre)
- Purohita (Capellà)
- Senapati (Comandant)
- Yuvaraja (Hereu-aparent)
- Dauvarika (Guardià de la Porta)
- Pradhana (Cap)
- Adhyaksha (Cap de departament) etcètera.

No hi informació de com la feina d'administració es duia a terme. Vishaya i Kottam foren les subdivisions administratives que es coneixen per inscripcions. El Karmarashtra i el Boya-Kottams són exemples d'aquests records. Els edictes reials (regals de terres o de pobles) es dirigeixen als Naiyogi Kavallabhes, un terme general que no conté cap indicació dels seus deures, així com als Grameyakes, els residents del poble concedit. Els Manneyes apareixen també ocasionalment a les inscripcions. Hi va haver cessions de terres o d'ingressos en diferents llocs.
Guerres fratricides i invasions estrangeres freqüentment van afectar el territori que estava parcel·lat en molts petits principats governats per la noblesa que consistia en branques col·laterals de la casa governant com els Elamanchili, Pithapuram i Mudigonda, i unes quantes altres famílies com els Kona Haihayas (Heheya, Kalachuris de Kalyanis de Kalyani), Kolanu Saronathas, Chagis, Parichedas, Kota Vamsas, Velanadus i Kondapadamatis, connectats de prop per relacions de matrimoni amb els Chalukya Orientals; i famílies que van ser elevades a una alta posició pels seus serveis lleials. Quan el governant de Vengi era fort, la noblesa li era lleial i li pagava tribut, però quan la debilitat era aparent, s'unien amb els enemics contra la casa reial.

## Societat
La població al país de Vengi era heterogènia. Xuanzang, qui va viatjar pel país Andhra després de l'establiment dels Chalukya Orientals, va anotar que les persones eren d'un caràcter violent, de fosca complexió i aficionats a les arts. La societat va estar basada en el sistema de casta hereditari. Fins i tot els budistes i jains que originalment no seguien el sistema de castes, el van adoptar. A més de les quatre castes tradicionals també hi havia algunes comunitats menors com les tribus Boyes i Savares.
El Bramins eren molts estimats per la societat. Eren proficients en Vedes i Shastres i va rebre regals de terra i diners. Van exercir lucratius càrrecs com consellers, ministres i membres de servei civil. Fins i tot van entrar a l'exèrcit i alguns d'ells van ascendir a alts rangs. Els Kshatriyas era la classe governant. El seu amor per l'intriga i la lluita fou responsable de dos segles de guerra civil. Els Komatis (Vaishyes) eren una florent comunitat de comerç. La seva organització en un gremi potent (Nakaram) que va tenir la seva seu a Penugonda (Districte de West Godavari) i branques en disset altres centres, va tenir els seus inicis en aquest període. El xudres (sudres) van constituir el gruix de la població i hi hi havia diverses sub-castes. L'exèrcit va proporcionar una carrera per la majoria d'ells i alguns van adquirir l'estatus de Samanta Raju i Mandalika.

## Governants
- Kubja Vishnu Vardhana I (624 – 641)
- Jayasimha I (641 – 673)
- Indra Bhattaraka (673, set dies)
- Vishnu Vardhana II (673 – 682)
- Mangey Yuvaraja (682 – 706)
- Jayasimha II (706 – 718)
- Kokkili (718–719, sis mesos)
- Vishnu Vardhana III (719 – 755)
- Vijaya Aditya jo (755 – 772)
- Vishnu Vardhana IV (772 – 808)
- Vijay Aditya II (808 – 847)
- Vishnu Vardhana V (847– 849)
- Vijay Aditya III (849 – 892) amb els seus dos germans : Vikram Aditya I i Yuddha Malla I
- Chalukya Bhima I (892 – 921)
- Vijay Aditya IV (921, sis mesos)
- Amma I i Vishnu Vardhana VI (921 – 927)
- Vijay Aditya V (927, quinze dies)
- Tadapa (927, un mes)
- Vikram Aditya II (927 – 928)
- Chalukya Bhima II (928 – 929)
- Yuddha Malla II (929 – 935)
- Chalukya Bhima III i Vishnu Vardhana VII (935 – 947)
- Amma II (947 – 956)
- Danamava o Danarnava (956 – 973)
- Jata Choda Bhima (973 – 999)
- Sakti Varman I (999 – 1011)
- Vimaladitya (1011–1018)
- Raja Raja I Narendra Vishnu Vardhana VIII (1018–1061)
- Sakti Varman II (1062)
- Vijay Aditya VI (1063–1068, 1072–1075)
- Raja Raja II (1075–1079)
- Vira Chola Vishnu Vardhana IX (1079–1102)